# Structurae
Structurae est une base de données en ligne. Elle présente des fiches sur des ouvrages du génie civil et d’architecture de toutes sortes, tels que les ponts, les immeubles de grande hauteur, les tours, les barrages, etc. Elle contient aussi des données sur les entreprises et les personnes (ingénieurs, architectes et constructeurs) impliqués dans ces constructions. Le mot Structurae est la forme nominative plurielle de Structura (« structure »). 

## Histoire
Structurae a été créé par Nicolas Janberg, un ingénieur franco-allemand. Il a décidé la création de Structurae en 1998, après la conception d'un projet similaire pour le Département d'ingénierie civile de l'Université de Princeton. Structurae a été conçu sur la structure et l'architecture de la base de données archINFORM, qui est considéré comme un pionnier dans la construction de catalogage des données sur Internet. Structurae fonctionne avec les contributions de centaines de bénévoles qui partagent leurs données, informations et images pour les différentes entrées. 
Cette base de données et son site Web sont actuellement disponible en trois langues - allemand, anglais et français. Le projet est financé par la publicité en ligne, le sponsoring, les entrées et les primes pour les entreprises ainsi qu'une base de données de produits. Le site est composé de plus de 100 000 pages individuelles programmées en ColdFusion et l'utilisation d'une base de données MySQL.
En 2012, le site est acheté par la Maison d'édition John Wiley & Sons,.